# Lawrence M. Small
Lawrence M. Small (* 14. September 1941 in New York City) ist ein US-amerikanischer Bankmanager und vormaliger Leiter der Smithsonian Institution.

## Leben
Small erwarb 1963 einen Bachelor of Arts der Brown University in Spanischer Literatur. Später war er im Management von Citicorp und Citibank  tätig und wurde 1991 Präsident und CEO (chief operating officer) des staatlichen Immobilienfinanzierers Fannie Mae. Von 2000 bis 2007 war er als Leiter (Secretary) der Smithsonian Institution tätig. Der aus der Wirtschaft stammende Small und seine dadurch bedingte Sichtweise auf die Zukunft des Smithsonian führte zu Konflikten mit dem überwiegend aus dem akademischen Bereich stammenden „Board of Regents“. Sein Hauptaugenmerk lag auf der Sicherung und Finanzierung der alternden Infrastruktur des Smithsonian. Er trat am 28. März 2007 wegen Kritik an Spesenabrechnungen und Managementpraktiken zurück. Acting Secretary wurde daraufhin der Biologe Cristián Samper, bis das Smithsonian wieder ruhigeres Fahrwasser erreichte.